# Yahyo Azimov
Pour les articles homonymes, voir Azimov.
Yahyo Nuriddinovich Azimov (en tadjik : Яҳё Нуриддинович Азимов), est un homme d'État tadjik, Premier ministre du Tadjikistan du 8 février 1996 au 20 décembre 1999.